# داي ليلي
داي ليلي (بالصينية: 戴丽丽) هي لاعبة تنس الطاولة صينية، ولدت في القرن العشرين.